# Détachement de reconnaissance de l'armée 10

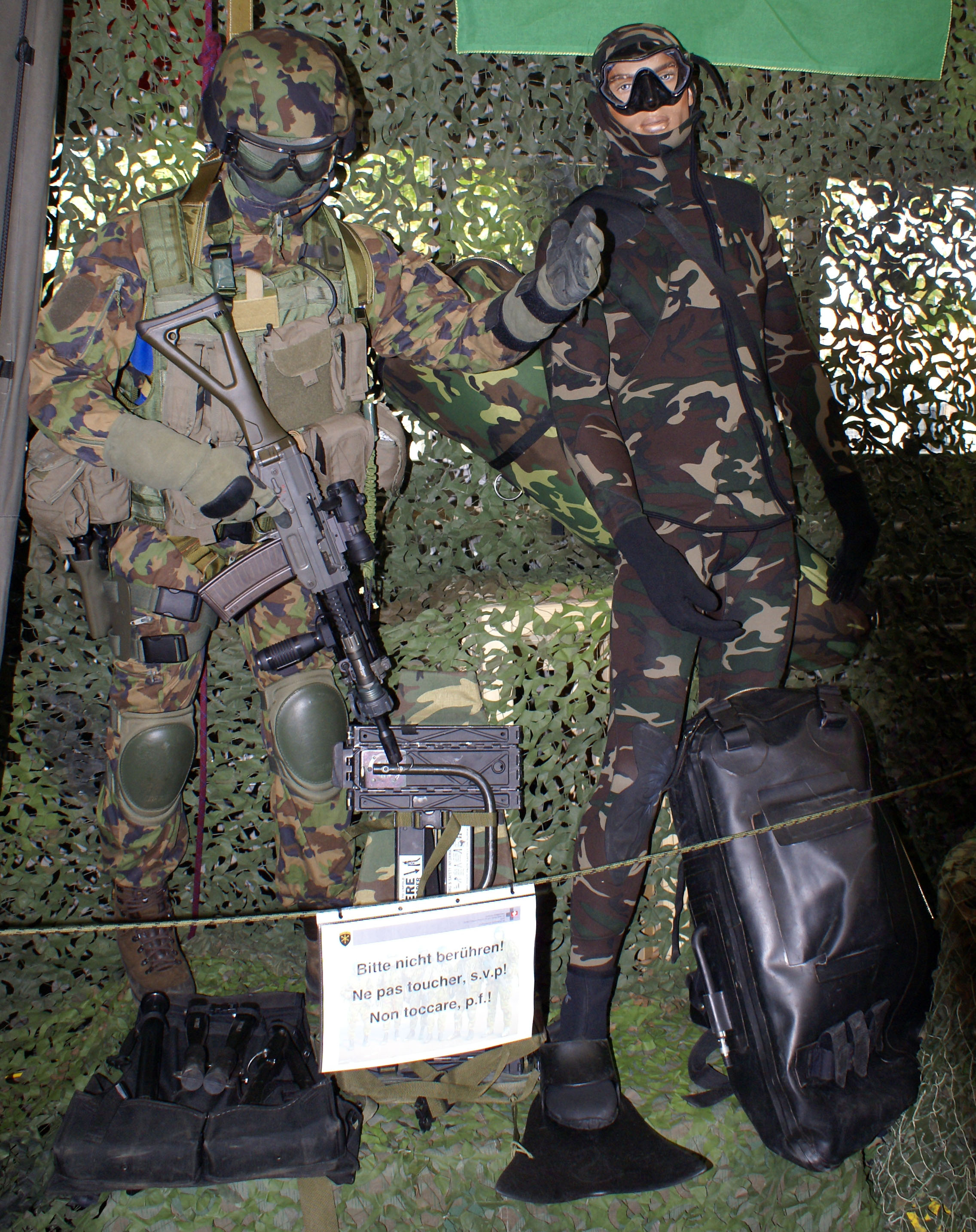
Lors des journées de l'armée. À gauche, un mannequin en configuration terrestre portant la tenue d'assaut complète d'un soldat du DRA10 armé d'un SIG-552 commando et d'un pistolet à la hanche. À droite, l'équipement des unités amphibies du DRA10 avec recycleur d'air (en noir) et sac étanche (dans le dos).

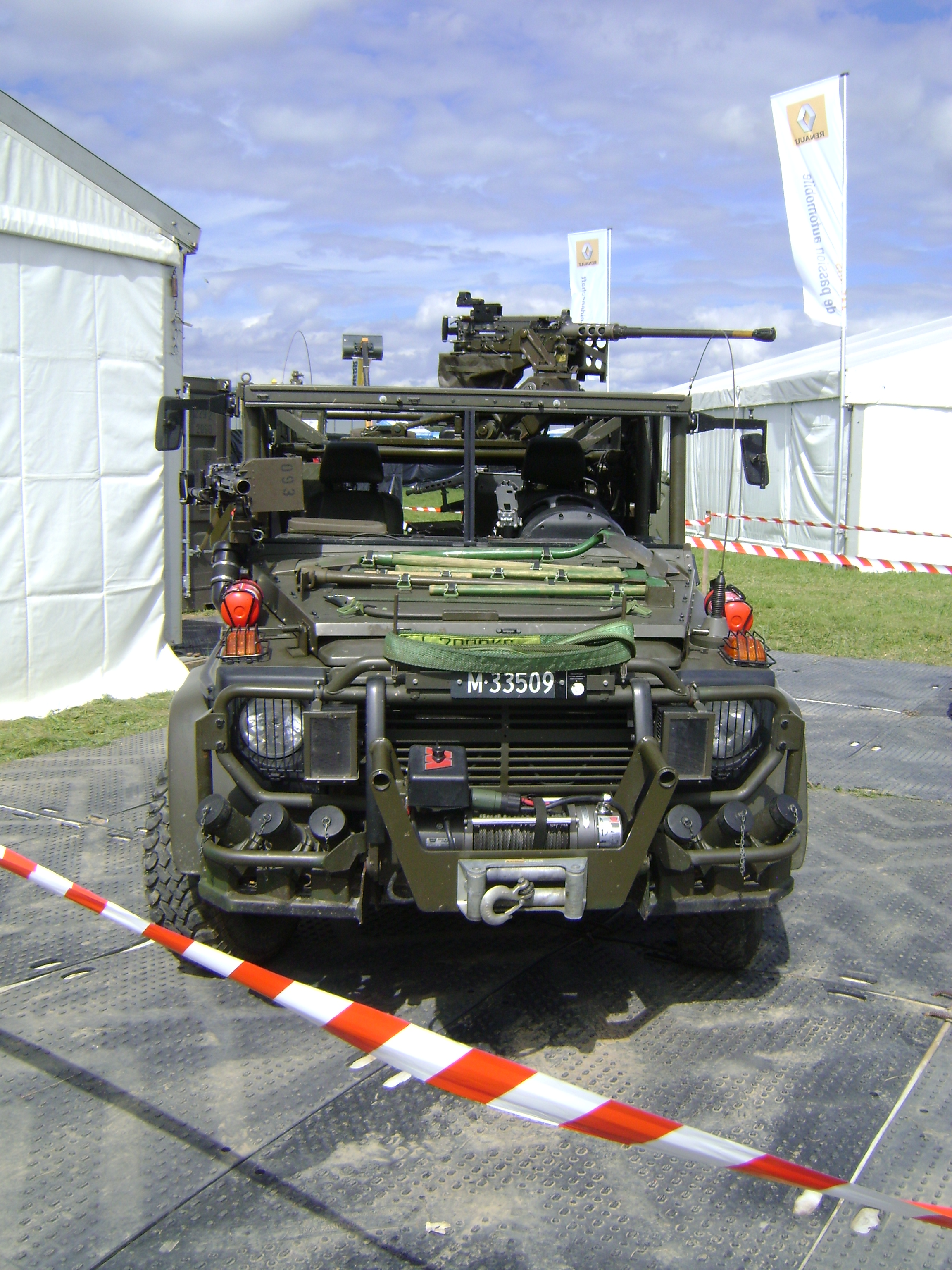
AGF Serval, en service au sein du DRA10

Le détachement de reconnaissance de l'armée 10 (DRA10) est une force spéciale, soit une unité d'élite professionnelle de l'Armée suisse créée en 2004, le budget annuel est de 16 millions de francs suisses. Le Conseil fédéral peut décider seul de l'engagement de cette unité en se passant de l'aval du parlement.

## Recrutement
Les exigences de recrutement sont élevées, obtention de la maturité ou d'une formation équivalente et la maîtrise d'une deuxième langue nationale ainsi que l'anglais, une excellente condition physique, une grande résistance psychique et une disponibilité pour des engagements à l'étranger.
Chaque année 10 candidats sur environ 300 sont retenus après des tests physiques et psychiques s'étalant sur trois semaines qui sont suivis de trois mois en caserne. Les membres du DRA10 proviennent principalement des grenadiers et des éclaireurs-parachutistes. Les membres sélectionnés subissent ensuite une formation de dix-huit mois, majoritairement à l'étranger.

## Formation
Les soldats du DRA10 suivent dans leur formation de base des cours de combat rapprochés, de survie, de droit, d'anglais, de psychologie et d'ethnologie.

## Constitution
Le DRA10 compte une centaine de soldats entraînés à la protection de personnes et des infrastructures en 2008. L'effectif est calculé pour mener simultanément plusieurs missions. Ces soldats s'engagent pour cinq ans et sont en permanence mobilisables. En 2009, la moyenne d'âge y est de 28 ans. L'unité est constituée de 4 sections : parachutiste (parachutisme militaire et chute opérationnelle), montagne, motorisé et amphibie.

## Matériel
Le DRA10 dispose d'ordinateurs et de téléphones capables de fonctionner sous l'eau ainsi que d'appareillage de reconnaissance très perfectionnés. Il dispose également du véhicule militaire de reconnaissance AGF Serval.

## Engagements
Le détachement a été créé en 2004 pour faire face à des engagements hors de Suisse, par exemple la protection des citoyens suisses ou le soutien à une ambassade suisse ou en général là où les intérêts du pays sont menacés. Selon le conseiller aux États Didier Burkhalter, le DRA10 s'entraîne régulièrement hors de Suisse (le détail de ces entraînements est un secret militaire) et il aurait pu l'être encore plus souvent sans certaines hésitations politiques. Une participation à la Mission Atalanta a été envisagée. La marine française aurait pu accueillir les soldats du DRA10.
Lors de la crise diplomatique entre la Suisse et la Libye (2008-2010), en mai 2009, l'opération SAKR3 devait exfiltrer les otages par mer, 4 membres de l'unité se seraient trouvés sur place du 20 mai au 2 juin mais l'opération n'eut finalement pas lieu. En août 2021, le détachement est déployé en Afghanistan afin d'aider à l'exfiltration de ressortissants suisses ainsi que d'employés locaux de la Confédération et leur famille,.
En mars 2022, des opérateurs du groupe réalisent l'exfiltration des derniers diplomates suisses d'Ukraine restés sur place face à la dégradation de la situation sécuritaire à Kiev et plus largement dans tout le pays.
En avril 2023, 10 soldats du DRA10 sont engagés au Soudan pour assurer l'évacuation du personnel de l'ambassade suisse.